# Dénat
Dénat é uma comuna francesa na região administrativa da Occitânia, no departamento de Tarn. Estende-se por uma área de 15.01 km², e possui 798 habitantes, segundo o censo de 2018, com uma densidade de 53 hab/km².